# Histoire de Congénies

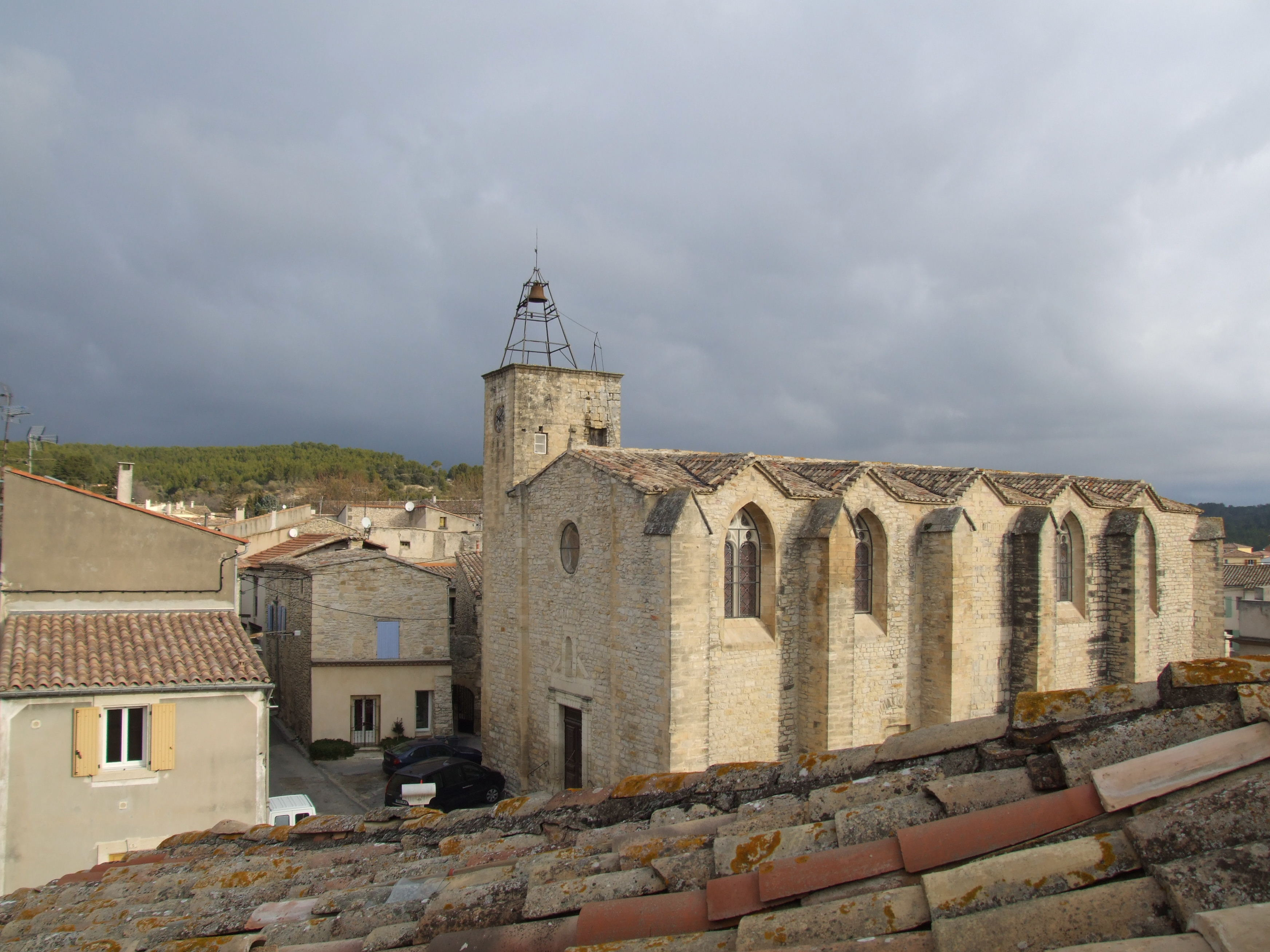
Église de Congénies

Congénies est une commune française située dans le département du Gard, dans la région naturelle de la Vaunage. Elle est composée de plusieurs collines de garrigues surplombant le village d'une soixantaine de mètres et d'une longue plaine  étroite particulièrement fertile (cultures traditionnelles de la vigne, du blé et de l'olivier). La situation géographique de Congénies en a fait un lieu de passage et d'établissement humain depuis la préhistoire. En particulier l'axe de communication est-ouest reliant Nîmes à Sommières et à Lodève, qui passait au sud du village (aujourd'hui le chemin départemental no 40), est une voie de circulation préromaine dont l'origine se perd dans la nuit des temps. Par cette route, Sommières est à 7 km à l'est et Nîmes à 20 km à l'ouest. Mais Congénies était aussi accessible par l'ancien chemin venant du nord, dite ancienne route d'Alès (Anduze, porte des Cévennes, est à 38 km par ce chemin) et ouverte à la communication venant du littoral ou en tous cas du sud (Saint-Gilles et Aigues-Mortes à 28 km, Montpellier à 35 km). L'histoire de la commune en est d'autant plus riche.
Une particularité de Congénies est sa vie religieuse qui, outre son épisode camisard, aboutit au XIXe siècle à la coexistence de quatre communautés religieuses : les catholiques, les protestants réformés, les méthodistes et les quakers.

## Préhistoire
La commune compte deux sites préhistoriques: au Puech de la Fontaine (chasséen) environ 4000 av. J.-C. et la Peyra plantada, menhir situé en limite sud de la commune près de la route d'Aubais, qui s’enorgueillit d'être le plus ancien monument de la Vaunage, datant du chalcolithique, vers 2500 avant Jésus-Christ.

## Antiquité
Avant la conquête romaine, Congénies est en plein territoire des Volques arécomiques, tribu celtique d'origine danubienne arrivée dans le Languedoc au IIIe siècle av. J.-C.. Nemausus (Nîmes) est leur capitale et leur domination s'étend au moins du Rhône jusqu'aux confins des actuels départements de l'Aude et de l'Hérault. Ils possèdent aussi Narbonne qui est leur principal port de commerce. La Vaunage contient de nombreux oppida qui leur sont attribués, en particulier le très important oppidum de Nages qui a fourni de nombreuses découvertes archéologiques. Lors des travaux de la déviation Aujargues-Congénies, des vestiges dont une monnaie volque arécomique ont été découverts au Puech de Rode. Le territoire passa sous la domination romaine entre 125 et 118 avant Jésus-Christ.
De nombreuses découvertes archéologiques sur le territoire de Congénies montrent que l'activité était importante soit au pied des collines, où se trouve le village actuel, soit au bord de la voie de circulation préromaine de Nîmes à Lodève qui passait au sud du village. Ainsi en janvier 1975 au lieu-dit la Chazette, où furent trouvés des structures légères contenant en grande abondance des vestiges d'amphores de provenance étrusque, ibéro-punique et massaliète qui suggèrent l'existence d'habitat saisonniers liés à l'agriculture mais très ouverts sur le commerce méditerranéen. Le site date du Ve siècle av. J.-C. mais a également été occupé au chalcolithique et au bronze final. Les vestiges de la période romaine (monnaies, poteries) sont abondants à Congénies.

## Moyen Âge
Les sources manquent sur Congénies au haut Moyen Âge mais la Vaunage n'échappe pas aux grands événements qui marquent cette période: cependant l'église Saint André et son cimetière paléochrétien semblent à l'origine du village

### Période wisigothe (412-719)
La période romaine s'achève au début du Ve siècle dans de grands désordres, sous le coup des grandes invasions. En 407, les Vandales ravagent Nîmes et sa région et en 412, le roi wisigoth Euric en prend facilement le contrôle avant d'étendre progressivement sa domination à tout le Languedoc et à toute la Provence. Malgré la victoire retentissante des Francs sur les Wisigoths à Vouillé, la Septimanie reste aux mains des Wisigoths qui dominent par ailleurs toute la péninsule ibérique. À noter que, jusqu'en 589, les Wisigoths étaient Ariens, une hérésie qu'ils tentèrent d'imposer à la population par la force.
Néanmoins la population s'accoutume à un régime wisigoth assez éclairé (les rois wisigoths sont les auteurs de nombreuses lois qui reprennent et prolongent le droit romain). La population prend par exemple le parti du roi Wamba lorsqu'en 673, il intervient en Septimanie pour soumettre le duc Paul, noble wisigoth qui s'est proclamé roi de Septimanie et qui finit par se rendre piteusement après un bref siège de son château des arènes de Nîmes. L'historien nîmois Jean Poldo d'Albenas note que ce roi Wamba "se conduisit très honnêtement et ne ruina aucun édifice ni public ni privé.".

### Période sarrasine (719-759)
En 711, les Arabes conquièrent l'Espagne mettant fin au Royaume wisigoth et ils poursuivent leurs conquêtes de l'autre côté des Pyrénées les années suivantes. Ils prennent Narbonne en 719, et Nîmes en 725. Certes la bataille de Poitiers marque un coup d'arrêt à cette expansion, mais en Septimanie, les Sarrasins sont toujours présents, menaçant Toulouse, Arles et la Provence. Pépin le Bref reprend Nîmes en 752 et Narbonne en 759 après sept ans de siège. Pendant ces 40 années de domination musulmane, Narbonne avait été une capitale provinciale et les Sarrasins s'étaient fait accepter en pratiquant notamment le système du dhimmi, qui laisse la liberté religieuse aux "gens du livre" contre paiement d'un tribut. Après la chute de Narbonne, Pépin le Bref reprend le contrôle de l'ensemble de la Septimanie. Jean Poldo d'Albenas souligne que les Sarrasins n'ont pas détruit les monuments et installé les premiers hôpitaux alors que les Francs ont ravagé la ville détruisant en particulier tout ce qui pouvait ressembler à un temple romain.

### Période franque (759- 1300)
La période franque est marquée par le développement des monastères, notamment l'Abbaye de Psalmody et sa filiale Saint-Saturnin de Nodels (entre Aimargues et Codognan) et l'Saint-Gilles, et des agglomérations de la Vaunage dont les noms commencent apparaître sur les cartulaires. L'église Notre-Dame et Saint-André de Congénies, rattachée au diocèse de Nîmes, est mentionnée pour la première fois en 1156.
C'est également le développement de la noblesse locale, assise sur ses châteaux, nombreux en Vaunage. En 1096, le chevalier Roland de Congénies est mentionné comme témoin d'une restitution faite à la cathédrale de Nîmes par G. Sabran. En 1163, les chevaliers de Vaunage prêtent serment de fidélité au comte de Toulouse... et se révoltent trois ans plus tard. En 1207, nouvelle mutinerie qui se termine par un pacte entre les chevaliers des arènes et la cité de Nîmes. La seigneurie de Sommières prend aussi de l'importance sous son suzerain bâtisseur Bernard d'Anduze (1168 – 1223), seigneur d’Anduze, de Sauve, de Sommières et d’Alès, qui marie son fils Pierre Bermond avec Constance de Toulouse, fille du comte Raymond VI de Toulouse.
C'est enfin la période de l'hérésie cathare. Pierre de Bruis est le premier à être brûlé à Saint-Gilles comme hérétique en 1143. Au cours de la croisade contre les Albigeois (1208-1229), Pierre Bermond comme la plupart des membres de la Maison d'Anduze sont des soutiens actif du Comte de Toulouse ; leurs terres, dont Sommières, seront confisquées et rattachées au domaine royal après la bataille de Taillebourg (1242). À partir de 1240 Saint Louis investit à Aigues-Mortes pour accéder à la Méditerranée et s'y lancer dans les croisades. En 1266, Congénies a curieusement deux paroisses et l'evêque de Nîmes décide de n'en garder qu'une. Le prieuré de Saint-André (mas Bresson) disparaît au profit de l'Église Notre-Dame.

### LeBas Moyen Âge(1300-1453)
En 1304, Philippe le Bel donne la seigneurie de Calvisson, érigée en baronnie, et une bonne partie de la Vaunage à Guillaume de Nogaret en remerciement de ses éminents services. Il exerce à ce titre la haute justice sur Congénies, la basse justice restant aux mains du Seigneur d'Uzès. La personnalité de Guillaume de Nogaret est si marquante que, chose inhabituelle, l'une des cloches de l'église de Congénies, fondue en 1759, est baptisée du nom de sa famille ! Son neveu Raymond de Nogaret hérite de ses biens en 1313. Un recensement de cette époque montre que Congénies comptait alors 83 feux. Un certain nombre de calamités s'abattent sur Congénies et la Vaunage dans les années qui suivent :
- En 1356 Raymond II de Nogaret est capturé par les Anglais alors qu'il guerroyait en compagnie de Jean le Bon. Les Vaunageols sont soumis à un impôt destiné à payer la rançon de leur suzerain. Les impôts et réquisitions continuent à pleuvoir pendant toute la guerre de Cent Ans qui se terminera en 1453 en laissant le Languedoc solidement arrimé au royaume de France.
- La région est frappée par la peste noire généralisée à tout le Languedoc en 1348-1349, où elle fait mourir sans doute la moitié de la population. De nouvelles éruptions de la maladie devenue endémique sont attestées à Congénies et en Vaunage en 1450-1451, puis 1459, puis pendant toute la fin du XVe siècle et encore très fréquemment tout au long du XVIe siècle, notamment en 1533-1535 et en 1586-1587[7].
- En 1367, alors que les grandes compagnies dévastent le pays, le prieur, le seigneur de Congénies et les habitants passent un accord pour construire des remparts "comportant un portail fortifié"[7].(charte conservée aux archives du Gard)
- En 1421, la Vaunage est à nouveau ravagée, cette fois par les troupes du dauphin Charles, fils de Charles VI le fol, qui assiège Sommières.
- En 1448, un fort séisme secoue toute la région[6].

## Époque moderne

### XVIesiècle
Le fait marquant du XVIe siècle, à Congénies aussi, c'est l'éclosion de la Réforme protestante. Celle-ci est installée en profondeur dès 1560-1561, année où l'on trouve mention de premiers pasteurs installés dans les paroisses de la Vaunage. D'après un décompte fait à Calvisson, déjà 80 % de la population adhère au protestantisme. Les causes de cette adhésion massive ne sont pas établies, d'autant plus qu'il s'agit ici d'une population essentiellement rurale, ce qui dément les théories fréquemment avancées sur l'adhésion prioritaire à la nouvelle religion des clercs, des bourgeois et des commerçants. Il est vrai que le luthéranisme est présent à Nîmes depuis 1532, année où un moine augustin (comme Luther) commente en chaire des passages de la Bible et que les premiers bûchers y ont été allumés en 1537 pour brûler ces nouveaux hérétiques, ce qui n'a pas empêché en 1559 l'arrivée d'un premier pasteur venu de Genève et l'établissement d'un consistoire protestant. Le 6 octobre 1561 arrive de Genève le pasteur Pierre Viret, dont l'éloquence va provoquer de très nombreuses conversions ; le 14 novembre 1561, par imposition des mains, il consacre au ministère pastoral Jean Rouger qui va desservir les paroisses de Congénies, de Clarensac, d'Aujargues et de Vergèze. Aucun temple n'est encore construit, les cultes ont lieu en plein air à la belle saison, dans des maisons privées ou plus exceptionnellement dans une église "occupée" comme celle des Cordeliers à Nîmes. Au début de l'année suivante (1562), un synode général des églises réformées du Languedoc se tient à Nîmes avec 70 pasteurs.
Mais les premières violences ont lieu également et la même année, deux batailles opposent catholiques et protestants dans la région, l'une à Beaucaire, l'autre à Saint-Gilles. Les protestants ont l'avantage dans ces deux confrontations et assoient leur autorité autour de Nîmes. C'est là le début de la longue période des guerres de religion qui ne s'achèveront qu'en 1629 avec la paix d'Alais. Congénies est en particulier touchée par la campagne du gouverneur du Languedoc, le Maréchal de Damville, futur duc de Montmorency, d'abord en 1573 lorsqu'il prend une à une toutes les places fortes de la région, dont Calvisson, pour le compte du roi et obtient la capitulation de la place forte de Sommières, puis en 1575 lorsqu'il répète exactement la même opération cette fois au service du parti réformé !

### XVIIesiècle
Le 13 avril 1598, Henri IV signe l’édit de Nantes qui accorde la liberté de culte et ramène la paix après plusieurs décennies de guerre civile. Les protestants disposent alors de quelque 150 lieux de refuge dont 66 "places de sûreté" pourvues d'une garnison protestante, dont Montpellier, Nîmes, Uzès, Anduze. En Vaunage, une écrasante majorité est protestante. À Congénies en 1663, un décompte officiel conduit par l'intendant de Bezons recense 500 protestants et 6 catholiques. Le clergé catholique profite donc de l’édit de Nantes pour réintroduire le culte catholique à Calvisson et à Congénies. Le chapitre de Nîmes nomme le curé Prévost dans ces deux villages. Peu après l'assassinat d'Henri IV en 1610, la situation se tend à nouveau et, en 1616, l'église de Congénies est vandalisée. En 1617, au nom de l’édit de Nantes, le culte catholique est rétabli dans le royaume du Béarn, entièrement protestant. Devant la mauvaise volonté des Béarnais, Louis XIII envahit puis annexe le Béarn en 1620 non sans frapper durement les chefs protestants locaux. Tout le Languedoc protestant se met alors en état de défense. Le curé de Calvisson est molesté et chassé du village. Le duc de Rohan, grand noble protestant breton et gendre de Sully, est nommé général des troupes protestantes en 1621. L'armée de Louis XIII reprend le chemin du Midi mais échoue devant Montauban, défendue par Rohan, après trois mois de siège. Les troubles reprennent en 1622 et cette fois l'armée royale a le dessus, massacre les garnisons de Lunel et de Sommières et prend Montpellier. Des négociations de paix aboutissent à la paix de Montpellier qui renouvelle l'édit de Nantes et préconise l'oubli du passé, mais retire aux Réformés la plupart de leurs places de sûreté. En 1625, de nouveaux débordements conduisent à une reprise des hostilités. Ne parvenant pas à prendre Nîmes, les troupes royales ravagent la Vaunage. En novembre 1625, Congénies et les autres communautés vaunageoles demandent la protection de Nîmes qui envoie deux cents mousquetaires et propose d'abriter dans ses murs les biens les plus précieux des villageois. Le traité de Paris du 5 février 1626 conclut cet épisode, mais hélas ses clauses ne sont pas respectées et Rohan reprend du service en 1627. En 1628, la guerre se déroule en Vaunage, à nouveau dévastée par les troupes royales. En novembre 1629, les villages ruinés demanderont une assistance financière au duc de Montmorency puisque toutes les récoltes ont été brûlées. Le consistoire de Nîmes accorde alors 60 livres à Congénies. Simultanément a lieu le siège de La Rochelle dont la fin le 28 octobre 1628 sonne le glas de ces aventures militaires. L'ultime campagne languedocienne se conclut par la paix d'Alès qui scelle la défaite du parti protestant en supprimant toutes les places de sûreté. Bien que confirmant les principes de l'édit de Nantes, la paix d'Alès ouvre la porte aux restrictions graduelles des libertés des protestants qui iront croissant jusqu'à la révocation de l’édit de Nantes en 1685. Malgré ces violences qui marquent les esprits, le début XVIIe siècle est une période de développement économique. Ainsi, de 1594 à 1659, à Congénies, si la superficie de vignoble de plaine (66 ha) ne bouge pas, celle du vignoble de garrigue est quasiment centuplée, passant de 0,4 ha à 33 ha.

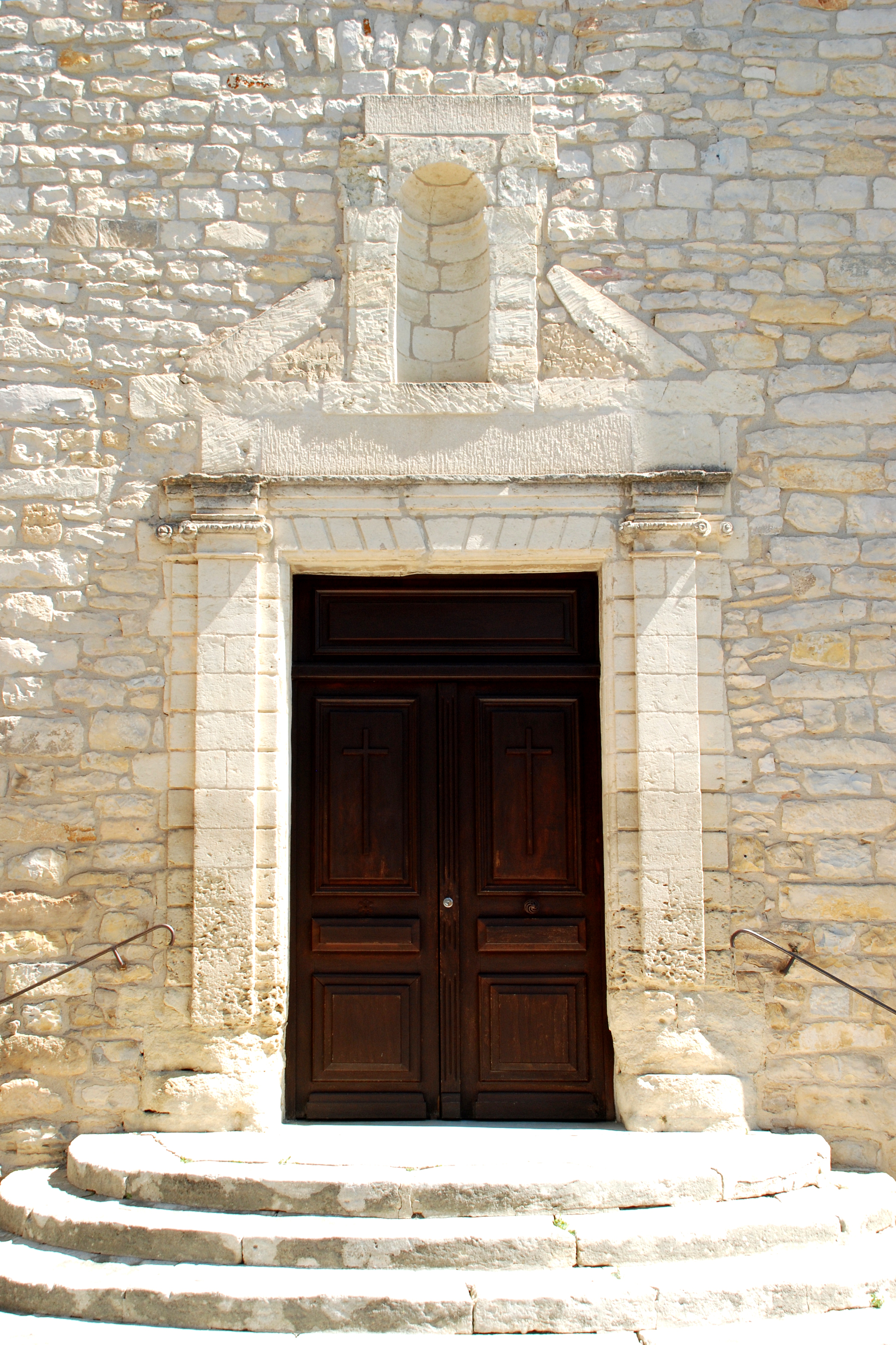
Le portail de l'église catholique, vestige de l'ancien temple protestant

À partir de 1661, la politique de l'État français devient ouvertement répressive. Un incident noté dans un village voisin l'illustre : l'évêque Cohon de Nîmes ayant interdit dans son diocèse les enterrements de protestants dans les cimetières, le curé Gras de Clarensac est victime de son zèle : pour avoir voulu barrer l'accès du cimetière à la famille Vedel lors des obsèques de leur fille, il est agressé et roué de coups par le cortège et doit quitter le village. Les agresseurs seront identifiés et 13 seront condamnés à mort. Mais tous ont quitté le village à temps et aucun ne sera exécuté. À partir de 1679, on entre dans la période des persécutions ; ainsi le consulat de Nîmes est interdit aux protestants et les premières dragonnades ont lieu. Congénies sera touchée concrètement en 1685.
À Congénies, le temple protestant avait été bâti à l'emplacement de l'actuelle place du Peyron. Un arrêt du Conseil d’État du 20 août 1685 « interdit pour toujours l'exercice à Congénies de la R.P.R » (Religion Prétendue Réformée, selon l'expression en usage à l'époque) et ordonne « que le temple construit sera démoli jusques aux fondemens à la diligence du scindic du clergé du diocèse. » Cet arrêt est pris en raison des « entreprises, innovations et contraventions faites l’Édit de Nantes, à celuy de 1929 et autres édits et ordonnances. » Le 29 septembre 1685, Jean Sabran, archer et garde de la maréchaussée, se transporte à Congénies et signifie le jugement "au sieur Estienne Bénézet, ancien du consistoire." Simultanément l'église catholique qui avait été endommagée en 1616 et partiellement ruinée, puis restaurée en 1670, est agrandie pour pouvoir accueillir les « nouveaux convertis » : on lui ajoute deux travées et le portail du temple détruit est récupéré et lui est adjoint.
À partir de 1685, certains protestants émigrent clandestinement (car cela leur est interdit par l’édit de Fontainebleau et ils encourent la peine de mort en cas de désobéissance). On n'a pas de notion du nombre exact de départs pour Congénies. La majorité reste sur place et fait le « minimum syndical » vis-à-vis de la religion catholique, sans abuser totalement les curés. En effet, l'esprit de résistance se manifeste par de petits refus : refus de participer à la messe, refus de l'extrême onction... C'est aussi l'époque des réunions secrètes dans les maisons ou plus rarement des cultes clandestins en plein air ("au désert") à l'occasion du passage d'un prédicant. À la suite du traité de Ryswick (1697) qui rend la principauté d'Orange à son suzerain hollandais (donc protestant), certains Vaunageols se rendent clandestinement à Orange où le culte protestant est rétabli puisque la principauté est alors restituée à son suzerain hollandais. Les quelques prédicants qui osent braver les interdictions ont tôt fait d'être dénoncés. Le plus emblématique, qui a parcouru les Cévennes et la Vauange, Claude Brousson, est arrêté à Oloron près de Pau en 1698 et rapidement exécuté. À la fin du XVIIe siècle, siècle théoriquement glorieux pour la France, la communauté protestante est décapitée et désorientée, privée de ses pasteurs et de son élite partie à l’étranger, et exposée à suivre les nouveaux leaders qui vont surgir en son sein.
La deuxième partie du XVIIe siècle est une période de crise économique. Ainsi l'arrêt de la croissance de la superficie du vignoble est très net à Congénies : entre le compoix de 1659 et celui de 1674, les surfaces plantées en vigne dans la zone de garrigue restent bloquées à 33 ha. Pire encore, sous Louis XIV, certains propriétaires touchés par la pertes de leurs marchés délaissent leurs domaines, ne pouvant payer leurs charges. En 1714, la grande enquête de l'Intendance sur les biens abandonnés révèle l'immensité de cette crise dite "de la fin du règne" de Louis XIV : après 1700, une partie des terrains défrichés cent ans plus tôt est à l'abandon. D'une économie de marché fondée sur la vigne, la région est revenue à une économie de subsistance.

### XVIIIesiècle
Plusieurs périodes se succèdent:
- Le "prophétisme" : dans le vide laissé par la répression très complète du protestantisme, les "prophètes ou "inspirés" se disent porteurs d'un message divins et prennent ainsi la place des pasteurs absents. Plusieurs cas sont connus dès 1688 dans le Dauphiné mais comme c'est leur arrestation et leur interrogatoire préalable à leur exécution qui documente leur existence, il est difficile de connaître la réalité. Un cas est documenté en 1701 non loin de Congénies, à Clarensac, où un nommé Gras, maçon de son état commença à tenir des assemblées. Plusieurs de ses disciples furent arrêtés mais lui-même réussit à s'enfuir et à se réfugier pour l'étranger.
- La Guerre des Camisards dont la phase la plus violente (1702-1704) touche largement la Vaunage. Il est difficile de dire exactement combien Congénies a été touchée, mais l'activité des Camisards a été intense en Vaunage (notamment : combats de Nages les 11 novembre 1703 et 16 avril 1704, séjour des Camisards au grand jour à Calvisson entre le 17 et le 27 mai 1704 pendant les tractations entre Jean Cavalier et le roi). Des habitants de Congénies ont participé ou prêté assistance aux menées des Camisards : deux ont été condamnés à ce titre : Astruc, meunier à Congénies, roué vif en octobre 1703 et Claude Vermeil, meunier, condamné aux galères à vie en octobre 1704[11].
- La période qui s'ensuit alterne des phases de répression et de relative tolérance car les autorités craignent une nouvelle flambée de révolte. À cette époque se développe à Congénies un groupe de quakers locaux sans doute issu d'« inspirés » d'avant 1702. Ce groupe unique en France entrera en contact avec les quakers anglais à la suite d'une annonce d'un quaker anglais dans le journal, cherchant à qui faire restitution pour des actes de piraterie commis à son insu par des bateaux lui appartenant. Les autres protestants vivent une époque de vie religieuse clandestine, marquée par des cultes de maison, de temps en temps par une visite d'un pasteur itinérant. Ainsi en 1735, les prédicants Paul Rabaut et Jean Pradel sont-il à Congénies, accueillis par la famille Guérin, lorsque des soldats de la garnison de Calvisson, sans doute avertis par un espion, viennent les arrêter. Ceux-ci sont alors évacués en urgence dans la garrigue et trouvent refuge dans la combe de Biau où ils passent la nuit terrorisés dans une capitelle. Paul Rabaut et son collègue étaient au début de leur carrière et ce fut, semble-t-il, leur baptême du feu en la matière[11]. En juillet 1744, le roi Louis XV, ayant remporté en juin une victoire qui lui semble majeure à Ménin après trois semaines de siège, ordonne qu'on allume des feux de joie à ce sujet dans toutes les paroisses. Les ecclésiastiques se plaignent qu'à Congénies, Calvisson et Clarensac, les "nouveaux convertis" aient chanté des Psaumes autour de ces feux de joie[11]. Des assemblées du Désert se tiennent parfois en pleine nature, toujours avec le risque d'être surpris par les soldats.
- La Révolution française fera quant à elle peser sa pression sur le clergé catholique.

Après 1710, le XVIIIe siècle est globalement plus pacifique que les précédents et l'agriculture, voire la petite industrie, peut progressivement reprendre son essor à Congénies. Lors du recensement de 1734 décidé par les États du Languedoc, Congénies compte 96 feux de 5 personnes en moyenne, soit 480 habitants dont 2 notaires, 5 fabricants, 7 artisans ou ouvriers, 7 fermiers, 6 laboureurs, 73 travailleurs de la terre, 2 servantes, 3 maîtres bergers, 3 valets de labour et 19 veuves. Les principales récoltes sont le vin et l'huile. On fabrique aussi de l'eau de vie par distillation du vin, comme en attestera le cahier de doléances de Congénies. Pour l'industrie, les travailleurs de la terre complètent souvent leurs revenus en pratiquant la fabrication de bas. Par ailleurs, "à Congénies, les fabricants de Sommières font faire des laines dont ils se servent pour les molletons," note le délégué au recensement. La population s’accroit notablement dans le deuxième moitié du XVIIIe siècle, Congénies dépassera les 700 habitants sous la Révolution.

## Révolution française et Empire

### La Révolution à Congénies
Un document datant sans doute de 1788 décrit Congénies à la veille de la Révolution comme une communauté composée d'environ 120 feux, soit 500 personnes dont 60 catholiques et 440 protestants (dont l'existence et les droits civiques sont reconnus depuis le 7 novembre 1787, date où le roi Louis XVI promulgue à Versailles l'édit de tolérance). Il y a à Congénies, ajoute le document, vingt bonnes maisons bourgeoises. L'organisation féodale dont dépend Congénies est le chapitre de Nîmes, qui retire de Congénies 2700 livres par an au titre de la dîme. Le curé reçoit la portion congrue, 300 livres, plus quelques frais soit au total 430 livres. La communauté paye aussi 132 livres de droits seigneuriaux. Le cahier de doléances est assez bref. Il fut rédigé le 11 mars 1789 par un groupe de 26 personnes. Lors de la même séance, en préparation des États généraux,Jean-François Nourrit, juge au bailliage de Calvisson, et Jean Barnier, ménager, furent élus pour représenter Congénies à l'assemblée de Nîmes, chargée d'élire les huit députés du tiers-état pour la sénéchaussée de Nîmes (l'un d'entre eux sera Rabaut Saint-Étienne). Le curé de Congénies, Coste, avait signé une lettre très revendicative avec les autres curés pauvres du diocèse mais donna procuration à un autre prêtre, Bourdic, pour le représenter à l'élection des délégués du clergé. Par la suite, il signa le serment constitutionnel exigé par la constitution civile du clergé mais en y ajoutant de sa main des restrictions, ce qui fit qu'il fut considéré comme non-jureur et dut émigrer à Nice. À partir de septembre 1793, les excès de la Terreur n'épargnent pas Congénies : Jean Brignoles, 44 ans, cultivateur et manufacturier, est heureusement acquitté par le tribunal révolutionnaire de Nîmes, mais de nombreux citoyens de Congénies sont incarcérés à Sommières : Pierre Brignole, ex-maire, Jean Bouisse, faiseur de bas, Isaac Delort, cultivateur, Pierre Farel, cultivateur, Antoine Langlès, cultivateur, Pierre Magnan, cultivateur,Daniel Rabinel, cultivateur, Louis Roger épouse Suzanne Marguerit, Louis Rouger, Pierre Soucal, cultivateur. Tous réchappent à la Terreur qui prend fin un an plus tard.

### Le Premier Empire et la terreur blanche
Napoléon fait rendre l'église de Congénies au culte catholique en 1800 et établit la paix religieuse dans le pays avec le concordat de 1802.
Sous Napoléon, la population est surtout touchée par la conscription, notamment les hommes nés en 1792, 1793 et 1794, donc des classes 1812, 1813 et 1814, années où Napoléon lève en France près de la moitié du total de ses 2.300.000 recrues. Ces conscrits participent notamment à la calamiteuse campagne de Russie.
La chute de l'Empire, après la nouvelle de la défaite de Waterloo, est marquée dans le Gard par la terreur blanche, une vague de violences contre les protestants et les républicains, perpétrées par des extrémistes catholiques légitimistes conduite par un certain Jacques Dupont dit Trestaillons. « Bien qu’il soit impossible d’établir d’une manière précise le nombre des victimes de cette époque, on arrive, en calculant avec la modération qui convient à la recherche de la vérité, à un total d’environ cent trente personnes, y compris, d’une part, les volontaires royaux tués pendant les Cent jours, et, d’autre part, d’abord les individus assassinés par les bandes de Trestaillons, de Quatretaillons et de Truphémy, ensuite ceux qui tombèrent sous les balles autrichiennes, et ceux enfin qui périrent dans les combats où les forces des deux partis se trouvèrent aux prises. (...) les protestants (...) y comptent pour la plus large part. » écrit le journaliste Ernest Daudet. Congénies et toute la Vaunage, dont la population est protestante à une écrasante majorité, restent toutefois à l'écart de ces troubles. Cependant, le 7 septembre 1815, le maire, de sensibilité royaliste, dénonce l'instituteur du village, un certain Froissard, natif de Genève, en raison de son "mauvais esprit" et des "nouvelles fallacieuses" qu'il est censé avoir propagées. Le maire est entendu et l’instituteur suspendu.

### Découpage administratif
Dès le 22 septembre 1789, le département du Gard avait été créé avec ses cantons, dont le canton de Calvisson auquel Congénies sera intégrée. En 1801, ce canton sera supprimé et Congénies sera dès lors rattachée au canton de Sommières.

## De la fin de l’Empire à 1914

### Stagnation économique au début duXIXesiècle
La Révolution française avait beau avoir supprimé la mainmise seigneuriale sur les populations villageoises, l’agriculture et l’artisanat stagnent dans la première moitié du XIXe siècle. Jusqu’à cette première moitié du XIXe siècle, le pain étant la nourriture de base des classes populaires, la production de blé a été la principale préoccupation des paysans français et la Vaunage s’y prêtait parfaitement étant donné sa fertilité naturelle. On semait parfois un mélange de blé et de seigle, la farine « mescle » ou « méteil » que l’on récoltait alors servait à faire un pain de moindre qualité. De nombreux moulins à vent se dressaient sur les hauteurs et quelques autres, à eau, dans la vallée du Rhôny.
Les autres ressources agricoles sont la laine des moutons, l’huile des olives, les cuirs des animaux élevés dans le pays, les fruits et légumes. Congénies comme les villages environnants, par l’importance de leurs activités agricoles, peut ainsi avoir des "home industries" dynamiques, les agriculteurs ayant tous un deuxième métier : ils sont tisserands, faiseurs de bas, tanneurs… Il faut aussi citer la sériciculture qui occasionne de l’emploi à la maison : les enfants partagent parfois leur chambrée avec les feuilles de mûrier dont se repaissent les chenilles de bombyx et les parents exercent le tissage à la maison. Les résidus de cocon de ver à soie sont récupérés, leurs fibres trop courtes sont mélangées à d'autres fibres et cardées pour fabriquer la filoselle, utilisée notamment par l'industrie textile nîmoise.
Depuis la deuxième moitié du XVIIIe siècle la polyculture traditionnelle cède toutefois graduellement du terrain à la viticulture, culture d’un meilleur rapport. Les maréchaux-ferrants et certains cultivateurs adoptent le métier de tonnelier comme deuxième métier. Certains sont distillateurs.

### Le tournant de l'apparition du chemin de fer
Bien que les crises sanitaires (oïdium, aux alentours de 1850, phylloxéra à partir de 1870, et mildiou à la fin du siècle) et les crises conjoncturelles du début du XXe siècle l'aient freiné, l'activité viticole de développe fortement à Congénies avec la mise en place du chemin de fer qui permet d'accéder à de nouveaux et vastes marchés à partir des années 1860 et à plus forte raison à partir de 1882, date où Congénies est reliée au monde extérieur par une voie ferrée. Le train permit aussi de faire venir des marchandises industrielles de l’extérieur, et à la population de commencer à voyager. Ce développement marque l’entrée de Congénies dans la modernité, où les révolutions industrielle et agricole ont modernisé et dynamisé l’économie et les méthodes de travail. Le déclin des activités traditionnelles, notamment celle du textile, s'accélère brutalement. Les agronomes et les autorités encouragent la population à développer l’agriculture spécialisée et à délaisser la polyculture ancestrale, peu rentable. Quant à la courbe de la population du village, elle marque un premier exode rural dès l'ouverture du chemin de fer.

### Instauration de la démocratie
Au début du mois de mars 1848, la Deuxième République instaure le suffrage universel masculin en France, y compris pour les élections municipales. La France fut le premier État du monde à adopter ce type d’élection. La majorité électorale était fixée à 21 ans, l’éligibilité à 25 ans, et le scrutin serait secret.
Le coup d'État du 2 décembre 1851 provoqua un début d'insurrection dans le Gard, notamment parmi les protestants et les républicains. L'instituteur de Congénies, Samuel Jaulmes, démissionna en 1861 pour "ne pas devenir le mouchard de Napoléon III".
Les institutions de la Troisième République confirment enfin la démocratie à partir de 1870.

### Difficultés sociales
La Révolution française avait offert le droit de propriété aux paysans mais ceux-ci ne se détachent pas rapidement des traditions communautaires. Ainsi, ils n’hésitent pas à descendre dans la rue aux côtés des grands propriétaires afin de défendre les intérêts de la vigne, comme lors des graves révoltes des vignerons de 1907. D’autre part, la fragmentation excessive des domaines et les difficultés accumulées imposent à beaucoup de familles le regroupement en caves coopératives. La cave coopérative de Congénies a été construite en 1932, et fermera en 1991.

### Vie religieuse
Malgré sa taille relativement modeste, Congénies comptait au XIXe siècle quatre communautés religieuses différentes : catholique, protestante réformée, méthodiste, quaker :
- La communauté catholique, initialement ultra-minoritaire, avait été rétablie dans l'usage de l'église du village par le concordat napoléonien. Son développement fut favorisé par l'exode rural et le brassage des populations, dans un Midi globalement catholique.
- Une communauté protestante réformée, dont le temple du XVIe siècle, situé sur l'actuelle Place du Peyron, avait été détruit en 1685. La communauté réformée fit édifier entre 1817 et 1818 un nouveau temple d'une taille imposante, plus de 250 m2 au sol, de style néoclassique. Son financement se fit entièrement par souscription et parfois avec la participation physique des paroissiens (comme pour de nombreux autres temples alentours). Il demeure le témoin de la force de la présence protestante à Congénies à l'époque. Il fut d'ailleurs le premier temple à avoir été reconstruit en Vaunage après les lois concordataires du Premier Empire. Très en avance sur son temps, le maire Jean Guérin fit attribuer la propriété du temple à la commune dès 1825, à condition, évidemment, que le temple garde sa fonction première.
- le méthodisme fut introduit dans le village par le pasteur missionnaire Charles Cook, dans le cadre du grand mouvement du Réveil qui traversait alors toute l'Europe protestante. En 1824, Charles Cook se fixe lui-même à Congénies. Utilisant notamment les locaux de l’Église réformée, dont il n'était pas alors établi que le méthodisme dut se séparer sur le plan institutionnel, Charles Cook poursuivit un apostolat qui n’alla pas sans créer quelques frictions avec les églises réformées. Un lieu de culte méthodiste fut finalement édifié de 1869 à 1870 au fond d'un parc bordant l'avenue de la Fontaine, à environ 100 mètres de l'église. La communauté méthodiste s'étant graduellement fondue dans le protestantisme réformé, la chapelle fut plus utilisée. Elle fut démolie en 1968 faute d'entretien. Façade du « temple quaker » de Congénies

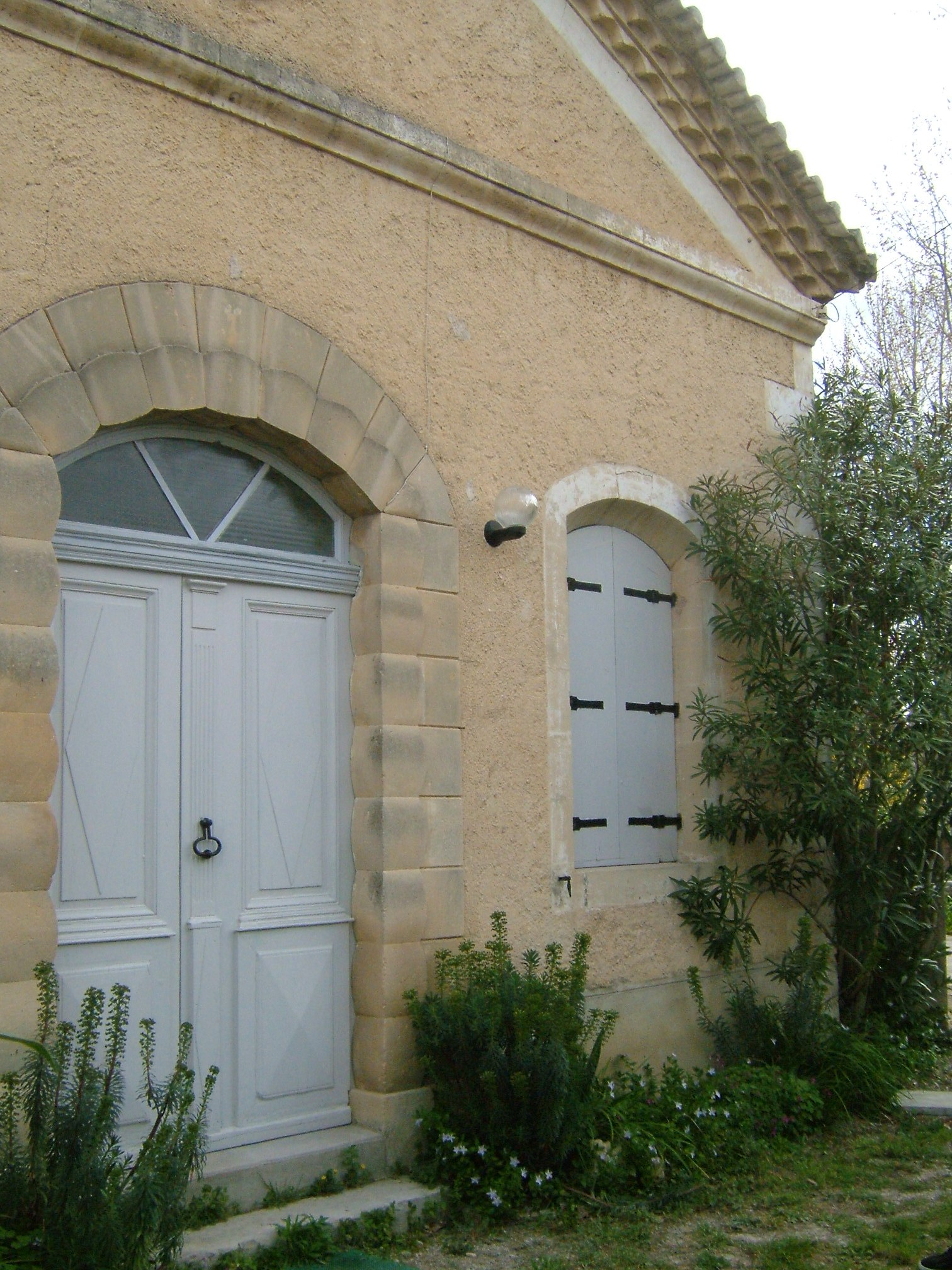
Façade du « temple quaker » de Congénies

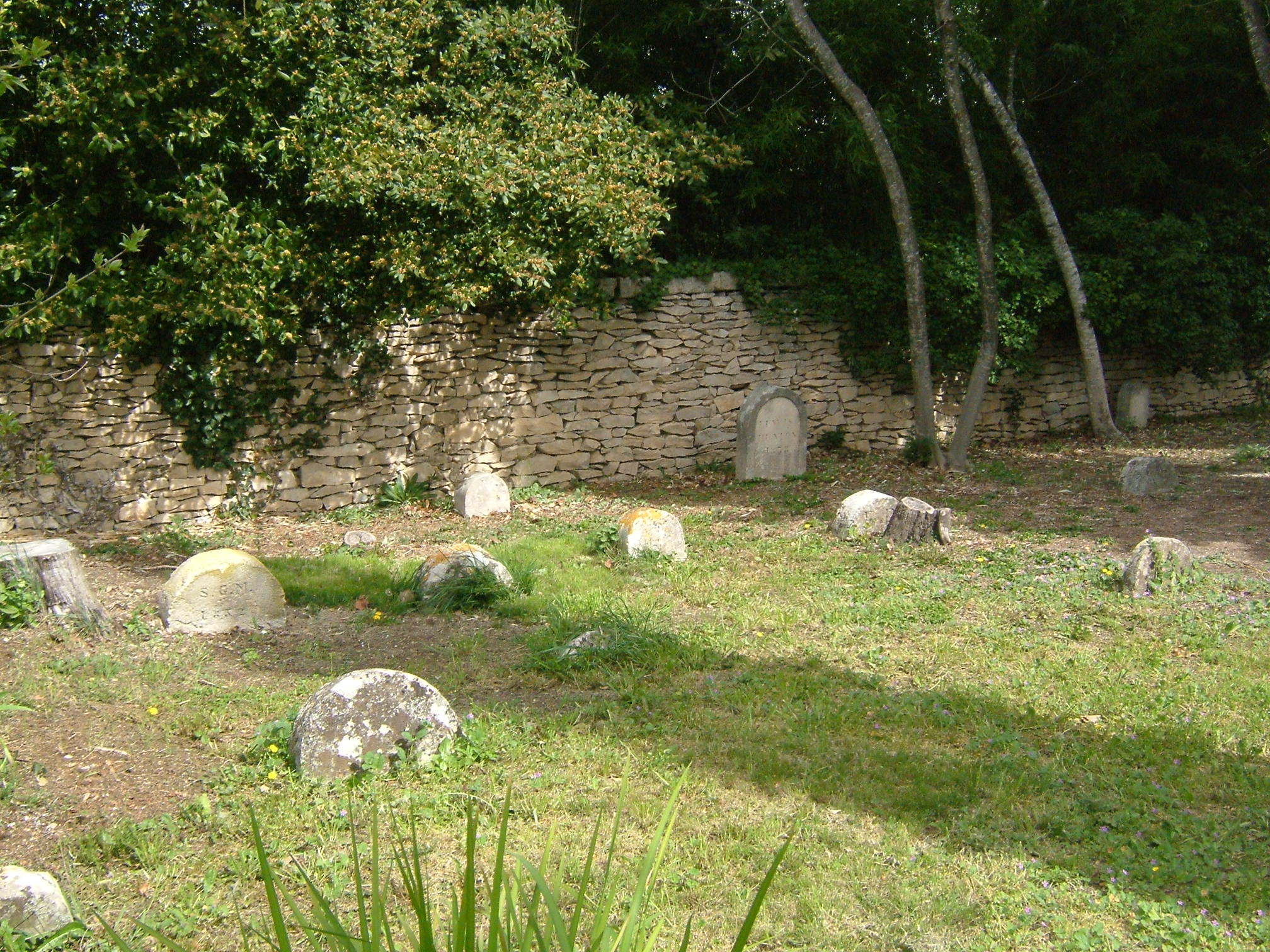
Le cimetière quaker de Congénies

- une communauté quaker, exemple unique en France d'une communauté quaker établie sans lien avec les Anglais. Après la révolte des Camisards, des « inspirés » avaient continué à résider en Vaunage, notamment à Fontanès et à Congénies ; ils ne se reconnaissaient « ni catholiques, ni luthériens, ni réformés, mais de la religion du Christ », étaient pacifistes non-violents et millénaristes[23] La communauté est appelée localement couflaïrès, c'est-à-dire « gonfleurs », ceux qui se gonflent (ou qui inspirent), ou bien bouffaïrès, c’est‐à‐dire "souffleurs", par suite des profonds soupirs poussés lors des assemblées par ceux qui se laissaient remplir de l'esprit saint[24] La communauté forte d'une centaine de membres apprend l'existence du quakerisme en 1783, lorsqu'un quaker britannique de Falmouth, l'armateur Joseph Fox, consterné d'avoir appris que ses navires avaient participé à une activité corsaire contre les bateaux français pendant la Guerre d'Indépendance américaine (1775-1783), envoya son fils Édouard à Paris pour tenter de restituer les biens mal acquis. Il fit paraître une annonce assez détaillée dans la Gazette de France, expliquant la foi et les principes éthiques des Quakers et offrant de dédommager les victimes de ses bateaux. Cette annonce étonna le public français, et l'annonce fut remarquée à Congénies. Cinq couflaïrès (du nom de Majolier, Delord, Marignan, Bénézet et Jourdan) écrivirent à Edouard Fox, expliquant qu'ils n'avaient rien à se faire rembourser, mais que, partageant totalement les idées quakers concernant l’honnêteté et le pacifisme, ils souhaitaient entrer en contact. Le cimetière quaker de CongéniesJean de Marcillac, un noble protestant de la région qui avait voyagé en Amérique, s'entremit pour établir le contact avec les quakers anglais, et en 1788 les « inspirés » devinrent la première assemblée quaker en France. Ils furent dès lors appelés les couacres par les Congénois[25].
 Plusieurs célébrités quaker visitèrent dès lors Congénies assidument, dont Elizabeth Fry. Une Maison d’Assemblée fut construite en 1822 grâce à un legs du quaker américain Chamless Wharton de Philadelphie. Un cimetière quaker y fut adjoint dans le jardin à l'arrière. On y trouve de simples stèles plantées dans la terre sur le modèle anglo-saxon ; elles sont anonymes comme le veut l'humilité des quakers[26]. Ce « temple quaker », comme on le nomme à Congénies, est toujours en usage, malgré la disparition de la communauté quaker locale en 1905, depuis longtemps affaiblie par l'émigration et par le ralliement de certains au méthodisme[27],[28].

## Époque contemporaine

### Seconde Guerre mondiale
Située sur la ligne de chemin de fer de Nîmes au Vigan-Larzac, Congénies ne restera pas totalement à l'écart des événements de la Deuxième Guerre mondiale. La Résistance fera sauter deux ponts sur le territoire de Congénies en 1944, celui de Lissac surplombant la route de Junas, et celui de Tourel situé à côté de la cave coopérative, afin d'empêcher un éventuel retour des forces d'occupations regroupées, pour la plupart, autour de Nîmes. Des chasseurs de l'aviation alliée mitrailleront également à plusieurs reprises quelques convois stationnés au niveau de la gare de marchandises (actuel complexe commercial « Côté Gare ») pour s'assurer qu’ils ne contenaient pas de munitions stockées par les Allemands.

### Activité viticole
Selon une information d'un site viticole, en 1979, la cave coopérative de Congénies regroupait 214 producteurs qui cultivaient 303 hectares de vignes, et la cave vinifiait 21 838 hectolitres de vins de table. La cave coopérative de Congénies, qui avait été construite en 1932, a fermé en 1991.